# Fuckland
Fuckland ist ein 2000 veröffentlichter Spielfilm des argentinischen Regisseurs José Luis Marquès, der auch das Drehbuch verfasste. Der Film folgt dem Dogma 95-Konzept (Dogma #8).

## Handlung
Nachdem im Falklandkrieg von 1982 der argentinische Versuch misslang, die Falklandinseln dem Vereinigten Königreich zu entreißen, will der Argentinier Fabián (Fabián Stratas) die Öffnung der Inseln für argentinische Besucher für einen neuerlichen Eroberungsversuch nutzen. Sein Plan ist, Frauen auf den Inseln zu verführen und mit ihnen Nachkommen zu zeugen, sodass die Falklandinseln auf diese Weise eines Tages dauerhaft unter argentinische Kontrolle gelangen. Von Chile aus (seit dem Krieg gibt es nach Argentinien keine Flugverbindung mehr) fliegt er zu den Inseln, macht sich anschließend zunächst mit den örtlichen Gegebenheiten vertraut und vertreibt sich die Zeit ein wenig mit Smalltalk. In einem Internetcafé trifft Fabián auf Camilla (Camilla Heaney), die er bereits zuvor während eines Gottesdienstes gesehen hatte. Er schafft es, einen näheren Kontakt zu ihr aufzubauen und sie auch schließlich zum Sex mit ihm zu verleiten. Da nun seine Mission erfüllt ist, reist Fabián wieder ab, doch Camilla hat ihm auf seinem Film noch eine Botschaft hinterlassen. Sie beschuldigt Fabián darin, ein eitler Macho zu sein, den sie während eines Tiefpunkts ihres Lebens kennengelernt habe.
Der Film zeigt in vielen Szenen den starken Nationalismus der Falkländer, so beispielsweise eine an einem Fenster angebrachte Botschaft an argentinische Besucher („Argentinier sind willkommen, solange sie unser Recht auf Selbstbestimmung anerkennen“) oder in verschiedenen Kameraeinstellungen (das Straßenschild einer Thatcher-Straße oder das Barschild der Victory-Bar). Fabiáns zynischer Machismo kontrastiert jedoch mit dem Verhalten der Einwohner, die sich ihm gegenüber zumindest höflich verhalten, auch dann, wenn er seine Herkunft offenbart.
Des Weiteren werden die noch immer bestehende Verminung der Inseln und die ökonomischen Veränderungen im Anschluss an den Krieg gezeigt oder angesprochen. Da die dogma-typische Handkamera von Fabián Stratas selbst bedient oder von ihm zuvor z. B. auf Tischen abgestellt wurde, erhält der Film in Verbindung mit der Erkundung der Falklandinseln einen pseudo-dokumentarischen Charakter, sodass Parallelen zu Blair Witch Project gezogen wurden.

## Hintergrund
Fuckland wurde hauptsächlich in Stanley, der Hauptstadt, und Umgebung gedreht. Abgesehen von den Szenen mit Camilla Heaney waren sich die Bewohner der Falklandinseln nicht bewusst darüber, dass sie gefilmt wurden. Als der Gouverneur der Inseln davon erfuhr, äußerte er sich, dass er, wenn er davon gewusst hätte, die Dreharbeiten verhindert hätte, zudem wurde beschlossen, den Film auf den Falklandinseln nicht zu zeigen.
Die Kosten für Fuckland betrugen 400.000 US-Dollar, aufgeführt wurde der Film unter anderem beim London Film Festival und dem Sundance Film Festival.
Wie viele andere Dogma-Filme auch verstößt Fuckland gegen einige der Dogma-Regeln, in diesem Fall durch die nachträgliche Einspielung von Musik und der Nennung des Regisseurs im Abspann.

## Rezeption
Der Film wurde in einer Reihe von Kritiken negativ aufgenommen, so vergab Christopher Null in einer Kurzkritik auf filmcritic.com 1½ von 5 Sternen und monierte die Monotonie der täglichen Rituale Fabiáns, die einen Großteil des Films durchziehe. Amy Taubin fand in ihrer auf villagevoice.com veröffentlichten Kritik bereits das Ausgangsthema so absurd, dass der Film von vornherein zum Scheitern verurteilt worden sei.
Der Guardian ging in einem Hintergrundbericht und einer darauf folgenden Kritik näher auf den Film ein, Peter Bradshaw sah in letzterer Fuckland als eine fesselnde Subversion an, die man in dieser Art und Weise kaum zu sehen bekomme.